# ارنست یکم
ارنست یکم (انگلیسی: Ernest I, Duke of Saxe-Coburg and Gotha؛ زاده ۲ ژانویهٔ ۱۷۸۴ درگذشته ۲۹ ژانویهٔ ۱۸۴۴) یک نجیب‌زاده اهل آلمان بود. او جد الیزابت دوم بود.